# KIF Örebro
Der Karlslunds IF Örebro (kurz: KIF Örebro) ist ein Fußballverein in der schwedischen Stadt Örebro. Die Mannschaft entstand 1980 als Frauenfußballabteilung innerhalb des Karlslunds IF. Die Frauenfußballabteilung KIF Örebro DFF (Damfotbollsförening) spielt in der Elitettan, der zweithöchsten Spielklasse im schwedischen Frauenfußball.
Der Verein trägt seine Heimspiele in der Behrn Arena aus. Trainiert wurden die Frauen bis Juli 2016 von Giorgos Papachristou. Am 25. Juli 2016 übernahm Martin Skogman das Traineramt, der zuvor Co-Trainer bei Eskilstuna City war.
Die Spielerinnen tragen rote Trikots und blaue Hosen.

## Erfolge
2010 gewann KIF Örebro den schwedischen Fußballpokal der Frauen durch ein 4:1 im Endspiel gegen Djurgården Damfotboll. Als Vizemeister der Saison 2014 qualifizierte man sich für die UEFA Women’s Champions League 2015/16, dort scheiterte man im Achtelfinale aufgrund der Auswärtstorregel an Paris Saint-Germain.

## Bekannte Spielerinnen
- Kristine Lilly
- Kate Markgraf
- Sarah Michael
- Pavlína Ščasná